# Темплтон, Алан
Алан Роберт Темплтон (англ. Alan Robert Templeton) — американский генетик и статистик, PhD (Мичиганский университет, 1972). Работает в Университете Вашингтона в Сент-Луисе, где является заслуженным профессором (professor emeritus) биологии имени Чарльза Ребстока. С 2010 по 2019 год он занимал должности в Институте эволюции и на кафедре эволюционной и экологической биологии Хайфского университета. Член Американской академии искусств и наук с 2012 года. Автор работы, демонстрирующей степень генетического разнообразия среди людей и, по его мнению, биологическую нереальность человеческих рас (на сегодняшний момент эта позиция является господствующей в западной антропологии).
В 1969 году получил степень бакалавра по зоологии в Университете Вашингтона. В 1972 году — степень магистра статистики в Мичиганском университете. В том же году — PhD по генетике человека в том же университете.
В 2002 году Темплтон опубликовал результаты генетического исследования, согласно которым некоторые варианты генов, присутствующие в современных популяциях, уже существовали в Азии сотни тысяч лет назад. Это означало, что даже если наша мужская линия (по Y-хромосоме) и наша женская линия (по митохондриальной ДНК) вышли из Африки в последние 100 000 лет или около того, мы унаследовали и другие гены от популяций, которые уже жили за пределами Африки. После этого исследования были проведены другие исследования с использованием гораздо большего количества данных.
Согласно исследованию Темплтона, предполагаемые различия между расами больше связаны с культурными представлениями и предубеждениями, чем с какой-либо генетической реальностью. Например, статистический анализ генома человека, проведенный Темплтоном, показывает, что между популяциями шимпанзе существует значительно большее генетическое разнообразие, чем между людьми из разных частей света.
Используя данные Международного проекта HapMap и проекта 1000 Genomes, Темплтон и группа исследователей изучили мутации гена гефирина 14-й хромосомы, и смогли проследить его расщепление до последнего общего предка.

## Некоторые работы
диссертации
- 1969. The Population Genetics of Scaptomyza pallida (бакалаврская диссертация).
- 1972. Statistical Models of Parthenogenesis (докторская диссертация).

монографии
- 2006. Population Genetics and Microevolutionary Theory. John Wiley & Sons. 705 pgs. Portuguese Edition 2011, translated by Reinaldo Alves de Brito. Genetica de Populaçoes e Teoria Micoevolutiva.
- 2018. Human Population Genetics and Genomics. Academic Press/Elsevier, Oxford. 498 pgs.
- 2021. Population Genetics and Microevolutionary Theory, 2nd Edition. Wiley-Blackwell, Oxford. 768 pgs.

другие
- Templeton, A. R. (2002). Out of Africa again and again (PDF). Nature. 416 (6876): 45–51. Bibcode:2002Natur.416...45T. doi:10.1038/416045a. PMID 11882887. S2CID 4397398. Архивировано из оригинала (PDF) 12 апреля 2020. Дата обращения: 17 ноября 2017.
- Templeton, Alan R. (2013). Biological races in humans. Studies in History and Philosophy of Science Part C: Studies in History and Philosophy of Biological and Biomedical Sciences. 44 (3 (September 2013)): 262–271. doi:10.1016/j.shpsc.2013.04.010. PMC 3737365. PMID 23684745.
- Climer, Sharlee; Templeton, Alan R.; Zhang, Weixiong (2015). Human gephyrin is encompassed within giant functional noncoding yin–yang sequences. Nature Communications. 6, March 27: 6534. Bibcode:2015NatCo...6.6534C. doi:10.1038/ncomms7534. PMC 4380243. PMID 25813846.